# La Caverne maudite
La Caverne maudite er en fransk stumfilm fra 1898 af Georges Méliès.